# NGC 6062
NGC 6062 (другие обозначения — UGC 10202, MCG 3-41-125, ZWG 108.148, PGC 57145) — галактика в созвездии Геркулес.
Этот объект входит в число перечисленных в оригинальной редакции «Нового общего каталога».